# Sergejs Tarasovs
Sergejs Tarasovs (Jūrmala, 16 gennaio 1971) è un ex calciatore ed ex giocatore di calcio a 5 lettone, di ruolo attaccante.

## Carriera

### Club
In epoca sovietica ha cominciato nello Zvejnieks, seconda formazione lettone per importanza, passando poi all'Avangard Petropavl.
Con il ritorno della Lettonia all'indipendenza passò allo Skonto, con cui vinse i primi tre campionati lettoni.
Dopo una parentesi in Estonia al Sadam, fece ritorno in patria al Dinaburg (inizialmente noto come Vilan-D).
Dopo una seconda breve avventura all'estero, questa volta in Russia, chiuse la carriera col Policijas.

### Nazionale
Ha esordito in nazionale il 18 marzo 1995, in un'amichevole contro l'Ungheria, entrando negli ultimi minuti al posto di Vitālijs Teplovs. Le altre due apparizioni risalgono all'anno successivo in due gare di Coppa del Baltico, sempre entrando nel secondo tempo (sostituendo Vladimirs Babičevs ed Aleksandrs Jeļisejevs, rispettivamente).

## Palmarès

### Club
- Campionati lettoni: 3

Skonto: 1992, 1993, 1994

## Statistiche

### Cronologia presenze e reti in Nazionale
| Cronologia completa delle presenze e delle reti in nazionale ― Lettonia | Cronologia completa delle presenze e delle reti in nazionale ― Lettonia | Cronologia completa delle presenze e delle reti in nazionale ― Lettonia | Cronologia completa delle presenze e delle reti in nazionale ― Lettonia | Cronologia completa delle presenze e delle reti in nazionale ― Lettonia | Cronologia completa delle presenze e delle reti in nazionale ― Lettonia | Cronologia completa delle presenze e delle reti in nazionale ― Lettonia | Cronologia completa delle presenze e delle reti in nazionale ― Lettonia |
| Data                                                                    | Città                                                                   | In casa                                                                 | Risultato                                                               | Ospiti                                                                  | Competizione                                                            | Reti                                                                    | Note                                                                    |
| ----------------------------------------------------------------------- | ----------------------------------------------------------------------- | ----------------------------------------------------------------------- | ----------------------------------------------------------------------- | ----------------------------------------------------------------------- | ----------------------------------------------------------------------- | ----------------------------------------------------------------------- | ----------------------------------------------------------------------- |
| 8-3-1995                                                                | Budapest                                                                | Ungheria                                                                | 1 – 0                                                                   | Lettonia                                                                | Amichevole                                                              | -                                                                       | 86’                                                                     |
| 7-7-1996                                                                | Narva                                                                   | Estonia                                                                 | 1 – 1                                                                   | Lettonia                                                                | Coppa del Baltico 1996                                                  | -                                                                       | 76’                                                                     |
| 8-7-1996                                                                | Narva                                                                   | Lettonia                                                                | 1 – 2                                                                   | Lituania                                                                | Coppa del Baltico 1996                                                  | -                                                                       | 73’                                                                     |
| Totale                                                                  |                                                                         | Presenze                                                                | 3                                                                       |                                                                         | Reti                                                                    | 0                                                                       |                                                                         |